# Спорт (радиоприёмник)

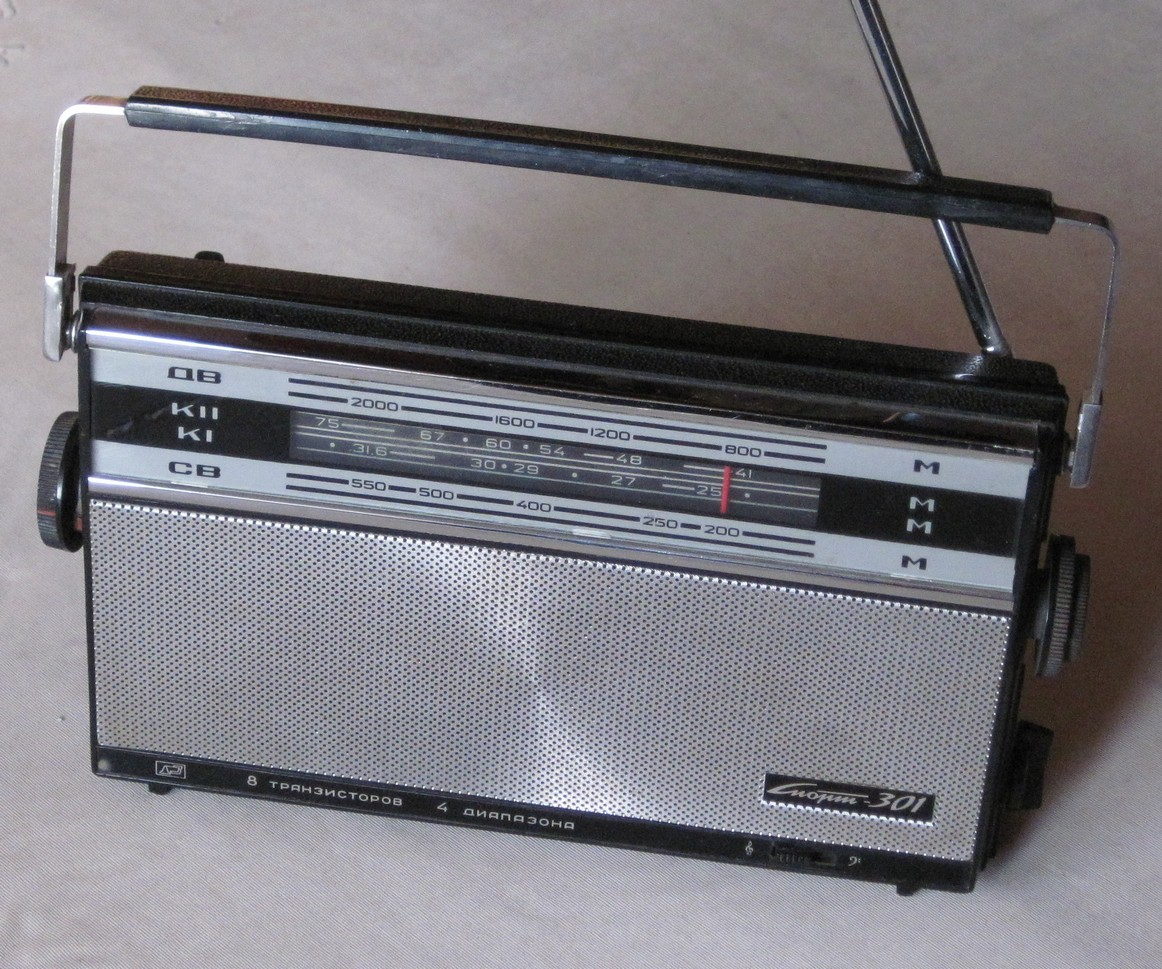
«Спорт-301»

«Спорт» — наименование ряда советских транзисторных портативных радиоприёмников III класса, выпускавшихся на Днепропетровском радиозаводе с 1965 г.
Все приёмники «Спорт» — переносные супергетеродины с промежуточной частотой 465 кГц, на германиевых транзисторах, с автономным (батарейным) питанием, рассчитанные на приём передач с амплитудной модуляцией.

## «Спорт»
Модель 1965 года. Разработана в ленинградском ИРПА им. С. А. Попова.
Работает в диапазонах длинных (ДВ) и средних (СВ) волн. Встроенная магнитная антенна. В тракте промежуточной частоты применён восьмикристалльный пьезокерамический фильтр, это упростило схему и её настройку, так как позволило отказаться от двух-трёх колебательных контуров с экранированными катушками, и улучшило избирательность. Это же решение применялось во всех остальных моделях.
Выходная мощность — 0,15 Вт.
Источник питания — шесть элементов типа 316 (АА) общим напряжением 9 В.
Размеры 195×110×44 мм, масса 0,8 кг.
Первый «Спорт» выпускался недолго и сейчас представляет коллекционную ценность.

## «Спорт-2»
Модель 1966 года, разработана, как и предыдущая, в ИРПА.
В отличие от первого «Спорта» имеет, кроме диапазонов ДВ и СВ, два коротковолновых (КВ) — 75…41 м и 31…25 м. Для КВ установлена вторая магнитная антенна.
Источник питания — четыре элемента 316 общим напряжением 6 В.
Выходная мощность — 0,1 Вт.
Размеры 205×118×48 мм, масса 0,91 кг.
Выпускался в нескольких вариантах корпуса.
Экспортировался под названиями «Sport», «Astrad-Nova».
Практически такие же приёмники, с мелкими схемными отличиями, штыревой КВ-антенной вместо магнитной и другим внешним оформлением выпускали с 1967 г. на Московском радиозаводе под названием «Сокол-4», а с 1970 г. — на Челябинском радиозаводе под названием «Россия-301».

## «Спорт-3»
Опытная модель 1970 г. Диапазоны ДВ, СВ и два КВ. Такой же приёмник в другом внешнем оформлении предполагалось выпускать на Московском радиозаводе под названием «Сокол-6».

## «Спорт-4»
Выпущен ограниченной серией 1970 г. Переходная модель от «Спорт-2» к «Спорт-301».

## «Спорт-301» (АПП-3)
Усовершенствованный «Спорт-2», выпускался с 1971 г. Для приёма на КВ установлена телескопическая антенна вместо магнитной, установлен новый громкоговоритель, изменён дизайн корпуса. Приёмник сохраняет работоспособность при падении напряжения питания до 2,5 В. Размеры 232×131×52 мм, масса 1,1 кг. Цена 73 руб. 40 коп. 

## «Спорт-304», «Спорт-305»

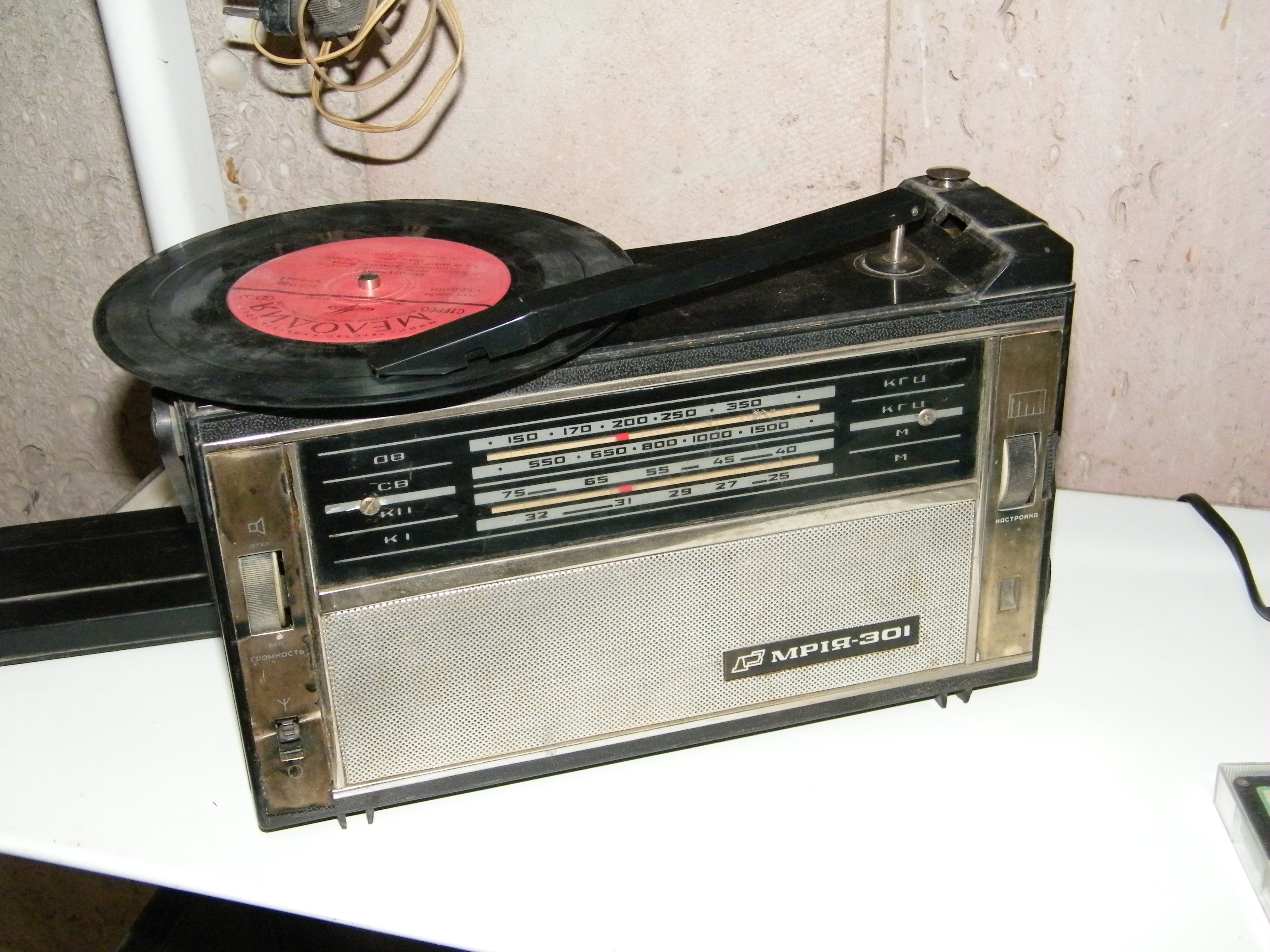
«Мрия-301»

В 1967 году завод выпустил портативную радиолу «Мрия», приёмная часть которой была заимствована от «Спорта-2», а в 1971 г. — новую модель «Мрия-301». На основе последней с 1971 г. выпускался приёмник «Спорт-304». От «Мрии» ему достался корпус увеличенных размеров, питание от шести элементов 373 и увеличенная до 0,5 Вт выходная мощность. Размеры — 288×176×90 мм, масса 1,7 кг. В 1973 г. появился «Спорт-305» с несколько изменённым внешним оформлением, более совершенным громкоговорителем и массой 1,6 кг.